# Aeroportul West Woodward
Aeroportul West Woodward (IATA: WWR, ICAO: KWWR, FAA LID: WWR) este un aeroport din Oklahoma, Statele Unite ale Americii ce deservește zona Woodward⁠(d). Aeroportul a fost tranzitat în 2019 de 6 pasageri. A fost numit după zona deservită.
Situat la o altitudine de 667 m, aeroportul dispune de 2 piste.

## Infrastructură

### Piste
Aeroportul dispune de 2 piste. Pista 05/23 are suprafața de asfalt și dimensiunile 2.500 picioare × 60 picioare. Pista 17/35 are suprafața de beton și dimensiunile 5.502 picioare × 100 picioare. 